# غوكهان غونول
غوكهان غونول (بالتركية: Gökhan Gönül)‏ وهو لاعب كُرة قَدَم تُركي في مركز الظهير الأيمن ولد في يوم 4 كانون الثاني 1985 في مدينة صمسون في تركيا وهو يلعب حالياً مع نادي فنربخشة وسبق له اللعب مع أوفتاس سبور وغنتشليربيرليغي ولعب أيضاً مع منتخب تركيا لكرة القدم ويبلغ طوله 174 سم.

## روابط خارجية
- غوكهان غونول على موقع الاتحاد الدولي (مؤرشف)  (الإنجليزية)
- غوكهان غونول على موقع الاتحاد الأوربي (الإنجليزية)
- غوكهان غونول على موقع اتحاد تركيا (لاعب) (الإنجليزية)
- غوكهان غونول على موقع قاعدة بيانات كرة القدم.إي يو (الإنجليزية)
- غوكهان غونول على موقع ناشيونال فوتبول تيمز (الإنجليزية)
- غوكهان غونول على موقع Soccerway.com (الإنجليزية)
- غوكهان غونول على موقع عالم كرة القدم.نت (الإنجليزية)
- غوكهان غونول على موقع AS.com (الإسبانية)